# Iván Bolótnikov

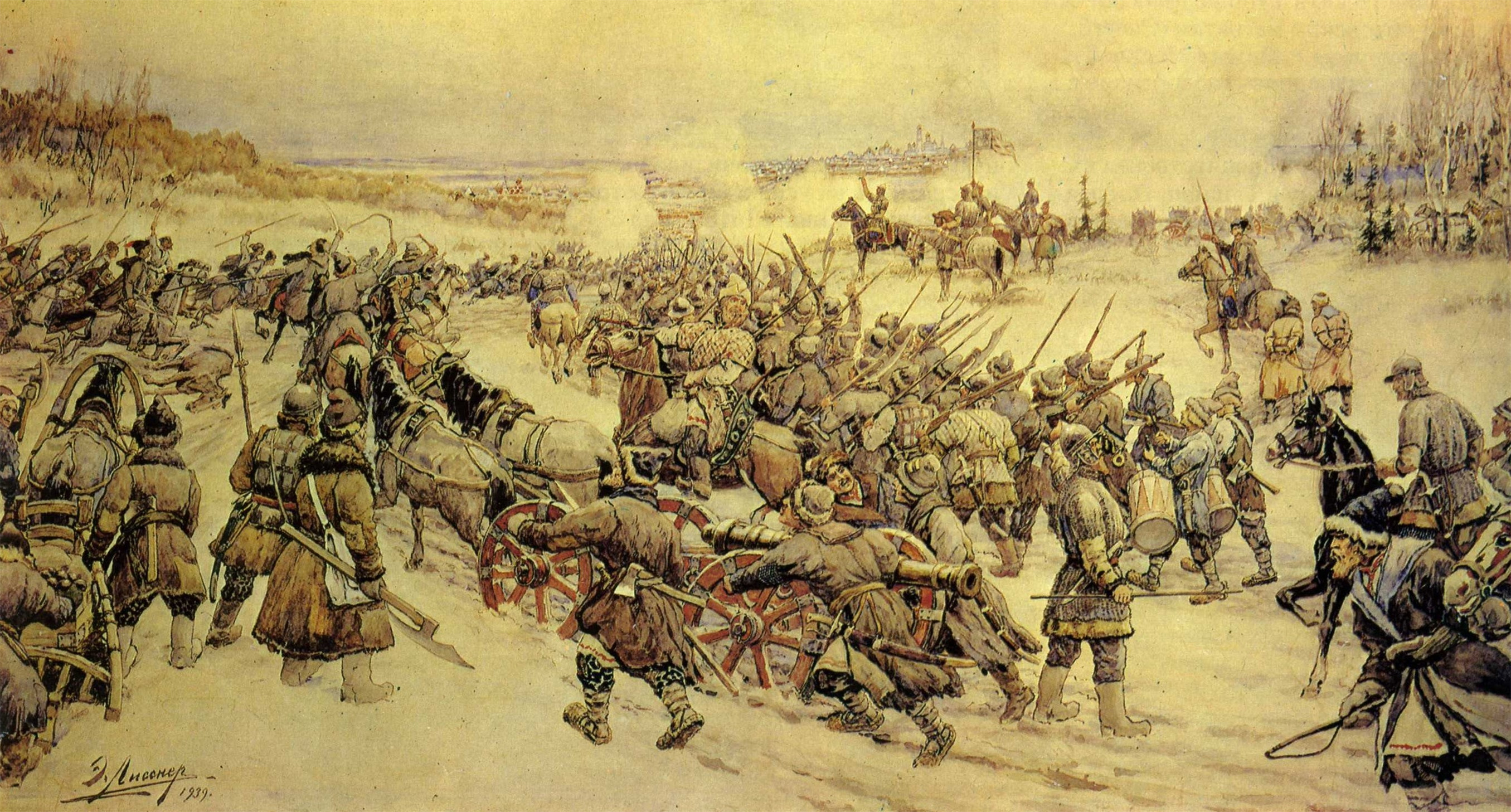
Batalla de Bolótnikov contra el ejército del zar en Nízhniye Kotlý cerca de Moscú por el pintor ruso Ernest Lissner.

Iván Isáyevich Bolótnikov (del ruso: Иван Исаевич Болотников) (? - 18 de octubre de 1608) fue el líder de una revuelta popular en Rusia en 1606-7 conocida como la Rebelión de Bolótnikov (del ruso: Восстание Ивана Болотниковa). La revuelta pertenece al tiempo del Período Tumultuoso del Zarato ruso.
Es poco lo que se conoce sobre la vida de Iván antes de la revuelta, Se sabe que era un jolop y que pertenecía a la casa del príncipe Andréi Teliátevski. Parece que Bolótnikov se escapó de los terrenos de su amo, siendo capturado por los tártaros de Crimea que lo vendieron como galeote a los turcos. De alguna manera se las apañó para escapar una vez más, huyendo hacia Venecia. Dea allí se trasladó a Polonia, donde fue capturado por los asociados de Mijaíl Molchánov (uno de los asesinos de Fiódor Godunov, que había conseguido escapar de Moscú y estaba a la espera de los resultados de la campaña de Dimitri II). Molchánov envió a Bolótnikov a la ciudad de Putivl a encontrarse con un voivoda de nombre Grigori Shajovskói.
Shajovskói lo recibió como enviado del nuevo zar y lo puso al cargo de una pequeña unidad de cosacos a la que se unieron gran cantidad de jolop, campesinos, vagabundos y criminales, descontentos con la estructura de poder de ese momento. Les prometió exterminar a la clase gobernante y establecer un nuevo sistema social. Por orden de Shajovskói, Bolótnikov y su ejército avanzaron hacia Kromy (en el óblast de Oriol actual) en 1606, derrotando al ejército moscovita bajo el mando del príncipe Yuri Trubetskói. Desde aquí, se desplazó en dirección Sérpujov, saqueando la ciudad.
Al mismo tiempo surgieron otras rebeliones en Rusia, cuyos participantes se unieron al ejército de Bolótnikov. La mayoría de los insurgentes (cosacos, baja nobleza, siervos, e incluso jóvenes boyardos) se organizaron en tres grandes grupos bajo el mando de Grigori Sumbúlov, Prokopi Liapunov, e Istoma Pashkov. Todos estos rebeldes se unieron y asediaron Moscú, sentando su campamento en el pueblo de Zagorie el 12 de octubre de 1606. El consenso entre estos grupos rebeldes duró poco. Suficientemente pronto, los nobles se dieron cuenta de que los planes de Bolótnikov realmente iban contra ellos, de modo que pensaron que estarían más seguros del lado del zar Basilio IV (Vasili Shúiski).
El 15 de noviembre de 1606, Sumbúlov y Liapunov dejaron Zagorie, entregándose a las autoridades, suplicando el perdón del zar. Aprovechando que el ejército de Bolótnikov había perdido parte de sus hombres, Shuiski determinó que había llegado el momento de actuar. El 2 de diciembre, el príncipe Mijaíl Skopín-Shuiski (primo del zar) atacó al enemigo cerca de Kolómenskoye. Durante la batalla, Istoma Pashkov y sus hombres decidieron cambiar de bando, uniéndose al bando moscovita. Quedándose sólo con sus fuerzas, Iván sufrió una derrota teniendo que retirarse a Kaluga. Los comandantes de Shúiski, Fiódor Mstislavski e Iván Shúiski, asediaron la ciudad infructuosamente ya que Bolótnikov y sus hombres consiguieron repeler sus ataques hasta finales del invierno. En primavera de 1607, otro impostor con el nombre de Falso Pedro (también conocido como Ileika Múromets, pretendía ser hijo de Teodoro I de Rusia), llegó a Tula con un grupo de ladrones para encontrarse con el príncipe Grigori Shajovskói. Inmediatamente después de este hecho, este último envió al príncipe Andréi Teliátevski y sus hombres a ayudar a Iván, forzando a Mstislavski a abandonar el sitio de Kaluga. Bolótnikov se desplazó a Tula.
Así, todos los rebeldes se reunieron en un mismo sitio, contando con unos 30.000 hombres. Fue entonces cuando Vasili Shúiski decidió atacarlos a todos a la vez, dejando Moscú el 21 de mayo de 1607. Sometió a asedio a Tula, pero los insurgentes se las arreglaron para aguantar hasta octubre, a pesar de las privaciones y del hambre. Finalmente, Bolótnikov decidió negociar su rendición. El zar prometió el perdón a cambio de Tula. El 10 de octubre se rindieron, pero Shuiski no cumplió su promesa. Los llevó a Moscú, donde serían ejecutados el 30 de octubre, cada uno de una manera diferente. A Iván Bolótnikov se lo llevaron a Kárgopol, donde fue cegado y posteriormente ahogado.